# Milica Mandić
Milica Mandić (en alphabet cyrillique serbe : Милица Мандић), née le 6 décembre 1991 à Belgrade (Yougoslavie, actuelle Serbie), est une taekwondoïste serbe. Évoluant dans la catégorie des poids moyens (moins de 73 kg) ou des poids lourds (plus de 67 kg) selon les compétitions, elle remporte un titre de championne olympique à Londres en 2012 et à Tokyo en 2020 ainsi qu'un titre de championne du monde à Muju en 2017.

## Biographie
Étudiante à l'université Megatrend, où elle étudie dans le domaine des relations publiques, Milica Mandić remporte la médaille de bronze lors des Championnats du monde de taekwondo 2011 organisés à Gyeongju en Corée du Sud.
En finale du tournoi olympique des Jeux olympiques d'été de 2012 de Londres, Milica Mandić bat la Française Anne-Caroline Graffe sur le score de 9 à 7,. Après deux premières reprises serrées, la Serbe fait la différence en fin de combat avec des coups rapides au corps.
Lors des Jeux européens de 2015 à Bakou, elle atteint la finale du tournoi des poids lourds lors de laquelle elle est battue par la double championne du monde française Gwladys Epangue.
Dans la défense de son titre olympique, Mandić est éliminée en quart de finale par la Britannique Bianca Walkden dans le tournoi olympique de Rio.
En 2017, la championne olympique de Londres retrouve le sommet mondial en remportant le titre de championne du monde à Muju en Corée du Sud. En finale, elle domine la Néerlandaise Reshmie Oogink sur le score de 6 à 3.

## Palmarès

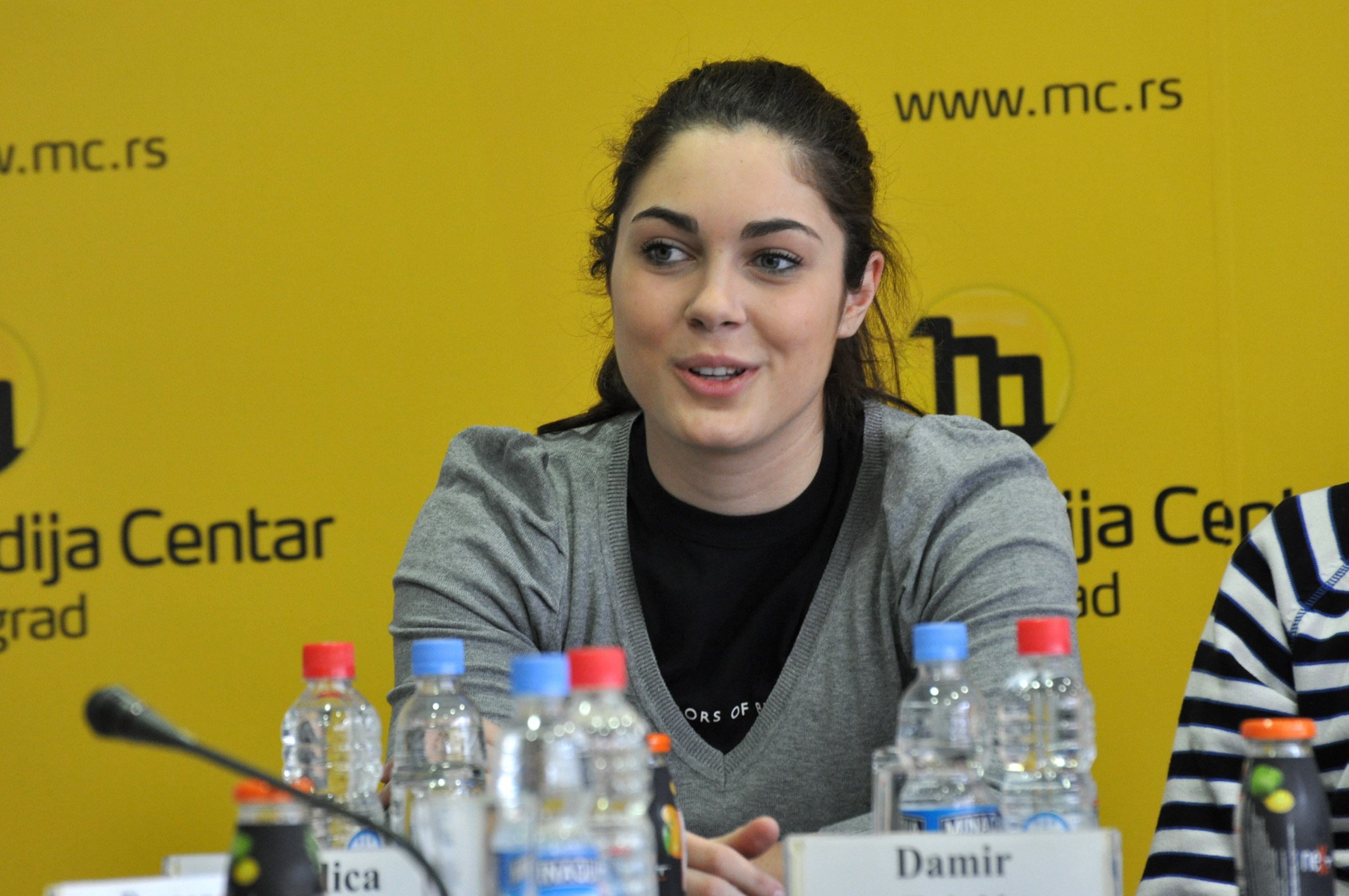
Milica Mandić en conférence de presse en 2012.

### Jeux olympiques
- Médaille d'or des +67 kg aux Jeux olympiques 2020 à Tokyo, Japon.
- Médaille d'or des +67 kg aux Jeux olympiques 2012 à Londres, Royaume-Uni.

### Championnats du monde
- Médaille d'or des -73 kg des Championnats du monde 2017 à Muju, Corée du Sud.
- Médaille de bronze des -73 kg des Championnats du monde 2011 à Gyeongju, Corée du Sud.

### Championnats d'Europe
- Médaille d'argent des -73 kg des Championnats d'Europe 2012 à Manchester, Royaume-Uni.
- Médaille d'argent des -73 kg des Championnats d'Europe 2014 à Bakou Azerbaïdjan.
- Médaille d'argent des -73 kg des Championnats d'Europe 2016 à Montreux, Suisse.
- Médaille d'argent des -73 kg des Championnats d'Europe 2021 à Sofia, Bulgarie.
- Médaille d'argent des +67 kg des Championnats d'Europe 2019 à Bari, Italie.

### Jeux européens
- Médaille d'argent des +67 kg des Jeux européens de 2015  à Bakou, Azerbaïdjan.

### Championnats d'Europe pour catégories olympiques
- Médaille d'argent des +67 kg en 2017 à Sofia, Bulgarie.
- Médaille de bronze des +67 kg en 2019 à Dublin, Irlande.